# Учительская газета
«Учительская газета» (в 1930—1937 годах — «За коммунистическое просвещение») — российский (ранее советский) центральный орган печати. Издаётся с 1924 года в Москве, в начале XXI века выходила еженедельно, с 2024 года — ежемесячно.

## История
«Учительская газета» основана в 1924 году при деятельном участии Надежды Крупской. Впервые вышла 3 октября 1924 года. Издавалась в Москве как орган Министерства просвещения СССР и ЦК профсоюза работников просвещения, высшей школы и научных учреждений. Первым редактором газеты был писатель и журналист Сергей Ингулов (1893—1938) — в дальнейшем некоторое время редактор «Нового мира», автор учебников «Политбеседы» и «Политграмота» и начальник Главлита СССР, расстрелянный за «участие в контрреволюционной террористической организации». Со страниц «Учительской газеты» выступали такие крупные деятели Советского государства, как А. В. Луначарский и М. И. Калинин.
Во время Великой Отечественной войны газета в течение года выходила в Кирове. По её подписке были собраны средства на танковую колонну «Народный учитель». В первые послевоенные годы «Учительская газета» одной из первых опубликовала материал В. А. Сухомлинского.
В 1970-е годы выходила три раза в неделю тиражом в 1,5 миллиона экземпляров. 2 октября 1974 года указом Президиума Верховного Совета СССР награждена орденом Ленина. 
В 1975 году, после завершения технического перевооружения и реконструкции комбината издательства "Московская правда" на Красной Пресне (где выходила газета) издание начали печатать офсетным способом.
18 октября 1986 года в газете была опубликована коллективная статья группы педагогов-новаторов, а также публицистов С. Л. Соловейчика и В. Ф. Матвеева, озаглавленная «Педагогика сотрудничества», ключевой мыслью которой была необходимость отхода от авторитарной педагогики в сторону демократизации и гуманизации школы. С осени 1986 по конец 1988 года «Учительская газета» была трибуной сторонников демократизации советской системы образования, программные статьи того времени («Демократизация личности», «Учителю об учителе», «Войдём в новую школу», «Коняга или учитель?», проекты преобразования школы на демократических основах и т. д.) были написаны как новаторски работающими педагогами и учёными (Ш. Амонашвили, В. Караковским, В. Шаталовым, Э. Днепровым), так и демократически настроенными журналистами (С. Соловейчиком, Т. Милединой, И. Ханхасаевой и др.)
С 1 января 1989 года газета стала органом ЦК КПСС, что вызвало автоматическую смену редактора на человека из номенклатуры ЦК — место В. Ф. Матвеева занял Г. Н. Селезнёв. С его приходом редакционная позиция стала более умеренной: ослабла критика государственных образовательных структур, Академии педагогических наук, меньше стали писать о педагогах-новаторах. Исследователи считают, что в издании с приходом Селезнёва наступил период застоя. К примеру, Эдуард Днепров писал, что «„Учительская газета“... начала откровенное, нескрываемое попятное движение». Вместе с тем, в 1989 году газета стала инициатором проведения всесоюзного конкурса «Учитель года СССР».
В 1991 году «Учительская газета» стала независимым изданием. С 1992 года выходила еженедельно на 24 полосах. В 2010 году газета была удостоена премии Правительства Российской Федерации в области печатных СМИ. 
С начала 2024 года выпуск печатного издания «Учительской газеты» был прекращен (при этом продолжает существование одноимённое сетевое издание). 
В марте 2024 года главный редактор издания Арслан Хасавов возобновил выпуск газеты.

## Главные редакторы
- С. Б. Ингулов (1924—1928)
- А. Я. Вигалок (1928—1929)
- М. Ольшевец (1929—1930)
- П. Ионов (1930—1931)
- И. Х. Горов (февраль 1931)
- Л. Л. Авербах (март—май 1931)
- Л. Г. Полонская (1931—1934)
- В. Ю. Жебровский (1934—1937)
- М. В. Зайцев (июль—октябрь 1937)
- В. П. Голенкина (1937—1948)
- Н. Я. Тарновский (1948—1955)
- Л. А. Моисеев (1955—1956)
- Н. М. Парфёнова (1956—1983)
- В. Ф. Матвеев (1983—1988)
- Г. Н. Селезнёв (1989—1991)
- П. Г. Положевец (1991—2019)
- А. Д. Хасавов (с 2019)[10][11][12])

## Участие в общественном процессе
«Учительская газета» является соучредителем двух важнейших педагогических конкурсов России — «Учитель года России» и «Лучшие школы России».